# Pteroglossus sturmii
El arasarí cuellirrojo occidental (Pteroglossus sturmii) es una especie de ave del género Pteroglossus. Este tucán habita en zonas selváticas del norte de Sudamérica. Nidifica en huecos en troncos o ramas de árboles. Se alimenta de frutos, invertebrados y pequeños vertebrados.

## Distribución y hábitat
Vive en el selva tropical de la Amazonia y selvas en galería del Cerrado a altitudes inferiores a los 550 m s. n. m. Se distribuye en el nororiente de Bolivia en los departamentos de Beni (en el este) y Santa Cruz (al noreste), y en centro del Brasil en el estado de Pará, sur de Amazonas, entre los ríos Madeira y Tapajós, en el sur de Rondonia, y desde el oeste y centro de Mato Grosso (en la cuenca del río Paraguay) hacia el este hasta casi llegar al río Xingú.

## Taxonomía
Este taxón fue descrito originalmente en el año 1842 por el naturalista y explorador austríaco Johann Natterer.
Durante décadas este taxón le fue incluido como subespecie a P. bitorquatus, es decir: Pteroglossus bitorquatus sturmii. Para mediados del año 2014 se lo considera una especie plena Pteroglossus sturmii. Aunque se registra hibridación en la franja de contacto entre ambas, por ejemplo en el suroeste de Pará (en el valle Cururu del río Tapajós superior) y en el norte de Mato Grosso, se lo eleva bajo un concepto más amplio que el de la especie biológica, tal como es el de especie filogenética.

## Estado de conservación
En la Lista Roja elaborada por la Unión Internacional para la Conservación de la Naturaleza (UICN) este taxón es categorizado como “casi amenazada”.
En Bolivia es protegida en el parque nacional Noel Kempff Mercado.